# 이인증성 장애
이인증성 장애(Depersonalization disorder, DPD)는 이인성(이인감)/비현실감 장애(depersonalization/derealization disorder, DPDR)로도 알려져 있다. 이인감(depersonalization)이나 비현실감을 지속적으로 혹은 반복적으로 되풀이하는 정신장애이다. 흔히 해리장애로 분류된다.
이인증은 자아로부터 단절되거나 분리되어 있는 느낌으로 설명된다. 이인감을 겪는 개인은 그들은 자신의 사고나 신체 바깥에 있는 관찰자로 느껴지며, 자신의 사고나 행동에 대한 통제력을 상실한 것 같은 느낌도 있다. 일부는 자신의 상(reflection)을 수용하지 못하거나 유체이탈(out-of-body experience)을 경험할 수도 있다. 비현실감은 자신의 주변으로부터 분리되는 것이다. 비현실감을 겪고 있는 사람은 자기 주변의 세상에 대하여서 안개처럼 뿌옇다거나 꿈같다거나 비현실적이거나 시각적으로 왜곡되어 있다고 인식한다. 이인증성 장애의 증상과 더불어, 장애로 인하여 형성된 내적 혼란은 우울, 자해, 낮은 자존감, 공포증, 공황발작, 자살을 수반할 수 있다. 또한 가슴 통증, 시야 흐림, 비주얼 스노우(visual snow), 메스꺼움, 팔이나 다리에 바늘로 찌르는 느낌 등 다양한 신체증상이 나타나기도 한다.
이인증성 장애는 유년기 학대와 같은 대인관계 상에서의 트라우마로 인하여 발생하기도 한다. 촉발요인으로는 상당한 스트레스, 공황발작, 마약투약 등이 있다. 연구에서는 만성적인 이인증성 장애의 한결같은 증상은 약물이나 불안장애에 상관없이 급성으로 촉발된다고 제시한다. 유전자가 요인이 되는지는 불분명하지만, 이인증성 장애를 가지고 있는 사람은 신경화학물질이나 호르몬에서의 변화가 발생한다. 이인증성 장애는 생애 초기 지각 과정과 주의 과정에서의 인지 혼란과 연관되어 있다.
진단기준은 자신의 정신, 신체 과정, 혹은 주변으로부터 분리되어 있다는 느낌을 지속적 혹은 반복적으로 받는 것이다. 해리(dissociation) 증상이 지속적이어서 일상의 사회적 기능 혹은 직업적 기능을 방해하면, 이인증성 장애의 진단을 받게 된다. 그러나 정확한 처방은 내리기가 힘든데, 이인감과 비현실감이라는 것이 주관적인 성격의 것이며, 장애에 대하여 환자가 묘사할 때 사용하는 언어가 모호하기 때문이다. DSM-5에서 비현실감 장애(derealization disorder)와 함께 합쳐져서 "depersonalization/derealization disorder" ("DDPD")로 명명되었다. DSM-5에서 해리성 장애로 분류되었지만, ICD-10에서는 '이인성/비현실감 증후군(depersonalization-derealization syndrome)'으로 불리며 신경증성 장애(neurotic disorder)로 분류되었다. 이인증성 장애가 현실의 주관적 경험에 있어서 변형이 있는 것은 분명하지만, 자신의 내적 경험과 외부 세계의 객관적 현실을 구분할 수 있기에 정신증은 아니다. 이인감이 단편적으로 지속되는 동안은, 현실과 환상을 구분할 수 있으며, 현실에 대한 이해는 늘 안정적이다.
이인성-비현실감 장애 발병은 드문 편이지만, 일반인 중 1-2% 정도에게서 발생하는 것으로 보인다. 만성적인 장애는 0.8-1.9%에 해당한다고 보고되었다. 이인감과 비현실감이 단편적으로 발생하는 것은 일반인들 사이에서 흔하지만, 증상이 상당한 고통을 일으키거나 사회적, 직업적, 기타 다른 기능적인 측면에서 지장을 일으키는 경우에만 장애 진단을 받는다.

## 사례
20세의 남자 대학생이 자신이 미칠지 모른다는 걱정을 호소하며 상담기관을 찾아 왔다. 그는 지난 2년 동안 자신이 외부로 빠져나가는 듯한 느낌을 종종 경험했으며, 이는 마치 자신의 몸이 죽은 것과 같은 감각을 동반하곤 했다. 더구나 이 기간동안 그는 몸의 균형을 잘 잡지 못해 곧잘 넘어지곤 했는데 이는 공공장소에서 특히 그가 불안해 할 때면 더욱 심해졌다. 이런 경험을 할 때면, 그는 자신의 몸을 자연스럽게 통제하지 못했고 마취주사를 맞은 것처럼 의식이 흐려지는 것을 경험하였다. 이런 증상이 일주일에 두 세번 정도 나타났으며 한번 나타나면 약 3～4시간씩 지속되었다. 때로는 운전하고 있을 때나 혼자 있는 동안에도 이런 경험을 하고 했다. 자신을 제대로 통제하지 못한다는 것에 대한 주관적 경험이 특히 고통스러웠으며, 그럴 때마다 그는 머리를 저으며 “그만”이라고 중얼거리면서 견뎌내려고 하였다.

## 징후와 증상
장애의 주요 증상은 '자아에 대한 비현실성'이라는 주관적 경험이거나 주변으로부터의 분리이다. 장애를 겪는 사람은 현실과 실존에 대하여 충동적으로 의문을 제기하거나 비판적으로 사고하는 경험을 하게 된다. 그 결과 중대한 고통을 일으킨다. 또한 자신의 신체 감각, 느낌, 정서, 행동이 자신의 것이 아님을 느낌으로서, 자신의 육체로부터 분리되어 있는 느낌을 받을 수 있다. 이로 인해 자아에 대한 인식이 붕괴된다. 이인감은 상당히 높은 수준의 불안을 유발하며, 이로 인해 이러한 분리된 지각들이 더욱 강화된다.
이인감을 겪는 개인은 자신의 육체로부터 단절된 느낌을 받는다고 설명된다. 즉 자신의 신체를 완전히 장악하고 있지 않는 것 같은 느낌, 언행이나 동작이 자신의 통제를 벗어난 듯한 느낌, 자신의 사고나 정서로부터 분리된 듯한 느낌, 자신이나 자기 삶에서 거리를 둔 듯한 느낌이다. 이인감이 자아로부터 분리되었다는 느낌을 갖는다면, 비현실감을 가지고 있는 사람은 주변으로부터 분리된 느낌을 가지고 있어서, 세계가 및 안개처럼 뿌옇거나 꿈 같거나 시야가 왜곡되는 경험을 하게 된다. 장애를 가지고 있는 사람은 흔히 시간이 자신을 스쳐지나가지만 자신은 현재에 있지 않는 듯한 느낌을 받는다고 한다. 이러한 경험은 개인의 정체성과 의식의 중심을 강타하여, 불편감이나 불안감을 유발한다.
증상을 줄이는 요소로서는 편안한 사적인 관계, 강렬한 신체적 정서적 자극, 그리고 안정을 취하는 것이다. 타인과 대화하거나 영화를 보는 것 등으로 집중을 딴 곳으로 돌리는 것도 일시적인 안정을 가져다 줄 수 있다. 다이어트나 운동 역시 증상을 완화시킬 수 있으며, 음주나 피로는 오히려 증상을 악화시킨다.
이인감과 관련한 대표적 증상으로는 섬뜩한 느낌, 통제력 상실에 대한 두려움, 사회로부터의 유리, 기능손상이 있다. 장애를 가진 사람은 대부분 증상을 곡해하여, 자신의 증상은 심각한 정신병이거나 뇌기능장애(brain dysfunction)라고 생각한다. 이로 인해 불안과 강박이 와서 증상이 악화되는 경우가 흔하다.
가벼운 이인감이 우발적으로 짧게 오는 경우는 일반인들 사이에서 종종 경험되기도 하지만, 이러한 감각들이 강렬하고 심각하며 지속적이거나 반복적으로 발생하고 일상 생활에 지장을 줄 때 이인증성 장애가 발생한다.

## 원인
이인감이 발생하는 정확한 원인은 알 수 없지만, 생물심리사회적 연관성(biopsychosocial correlations)과 촉발요인(triggers)은 규명되어 왔다. 즉 유년기 대인관계에서 발생한 트라우마, 특히 정서적 학대(emotional abuse)는 진단에 있어 유의미한 예측변수(predictor)이다. 장애를 즉각적으로 촉진시키는 가장 흔한 요인으로는 심각한 스트레스, 상당한 우울장애(depressive disorder), 공황, 환각제 복용이다. 고도로 개인주의적인 문화권의 사람들은 이인감을 느끼는 것에 특히 취약한데, 이는 위협에 대한 과민증(threat hypersensitivity)과 외적통제소재(外的統制所在, external locus of control, 자신의 행동이나 성과가 자기 내부의 능력이나 의지가 아니라, 자기 외부의 운명, 행동, 신 등에 의해서 좌우된다는 사고 방식)로 인한 것이다.
장애 원인에 대한 인지행동적 설명 중 하나는, 이인증성 장애는 정상적인 일시적 해리 증상을 심각한 정신 질환이나 신경계 이상(neurological impairment)으로 오해하여 만성 장애로 발전한다는 것이다. 이는 이인감과 비현실감에 대한 불안과 증상을 고조시키는 악순환으로 이어진다.
이인증성 장애에 관한 신경생물학적 요인은 많이 알려져 있지 않지만, 장애를 겪으면 전두엽피질(prefrontal cortex)이 감정 경험의 기질(基質, substrate)을 형성하는 신경회로(neural circuit)를 차단한다는 증거만큼은 분명하다. 양전자 방출 단층촬영(positron emission tomography, PET)을 통하여 종합적 신체도식(body schema)을 담당하는 부분뿐 아니라, 시각피질, 청각피질, 체성감각피질에서의 기능이상을 발견하였다. 이인증성 장애 환자의 fMRI 연구에서, 정서적으로 회피하고 싶은 장면을 보게 되면 복부전전두엽피질(ventral prefrontal cortex) 우측이 활성화된다는 사실이 밝혀졌다. 참여자들은 정서조절 기능을 담당하는 뇌부분의 반응이 증가했을 뿐만 아니라 정서-감각 담당 부분에서의 신경 반응이 저하되었음이 확인되었다. 정서기억(emotional memory) 측정에서도 이인증성 장애 환자들은 돌출된 물체(salient material)에 대해서 건강한 통제군들이 한 것처럼 정서적으로 처리하지 못하였다. 불쾌한 자극에 대한 피부전도도반응(skin conductance responses) 측정에서, 피실험자들은 정서처리(emotional processing)에 대한 선택적 억제적 기제를 보였다.
이인증성 장애는 투쟁-도피반응을 담당하는 뇌영역인 시상하부-뇌하수체-부신축(hypothalamic-pituitary-adrenal axis)의 조절장애와도 연관된 것으로 보인다. 환자들은 비정상적인 코르티솔 수치와 기저 활동(basal activity)을 보였다. 연구는 환자들이 임상적 우울과 외상 후 스트레스 장애(PTSD) 환자와는 다르다는 것을 확인하였다.
증상은 뇌 조직에 직접적으로 영향을 주는 근위축성측삭경화증(amyotrophic lateral sclerosis, 루게릭병), 알츠하이머병, 다발성 경화증(multiple sclerosis, MS) 등의 증상을 가진 환자들을 통해서도 묘사된다.
이인화는 다양한 감각과 감정적 중립을 격앙시키는 위험한 혹은 목숨을 위협하는 상황에 대한 생물학적 반응으로 일어나는 것으로 알려져왔다. 이 반응이 일상생활이나 위협이 없는 상황에서 발생하면, 결과는 개인에게 충격을 가할 것이다.
학대당한 아동은 심리/정신치료전문가의 도움을 통해서 이인증성 장애를 막을 수 있다.

## 진단
이인증성 장애는 DSM-IV-TR와 ICD-10에서 다르게 분류되어 있다. DSM-IV-TR에서는 해리 장애(dissociative disorder)로 분류되어 있지만 ICD-10에서는 별개의 신경 장애(neurotic disorder)로 분류되어 있다.

## 평가
진단은 환자 개인이 자신의 경험을 자기 보고함으로써 임상적 평가가 내려진다. 정신병적 평가는 정신질환 내력과 정신상태검사가 포함된다. 의학적 정신병적 질환은 이인증성 장애 증상처럼 보이기도 하기에, 임상자들은 정확한 진단을 위하여 측두엽 뇌전증, 공황장애, 급성스트레스장애, 조현병, 편두통, 약물복용, 뇌종양, 뇌병변장애 등과 정밀한 구분 판단을 내릴 필요가 있다. 장애에 대한 실험실 시험은 최근까지 이뤄지지 않았다.
진단은 다음과 같은 면접과 척도로 이뤄진다.
- DSM-IV 해리장애(DSM-IV Dissociative Disorders, SCID-D)에 관한 구조화임상면접(Structured Clinical Interview)이특히 연구 환경에서 널리 사용되고 있다. 이 면접은 30분에서 90분이 소요되며 개인의 경험에 의존한다.
- 해리경험척도(Dissociative Experiences Scale, DES)는 단순하고 빠르며 자기관리적 질문으로, 해리 증상 측정에 널리 이용되어 왔다. 수백가지 해리 연구에 사용되었으며 이인감과 비현실감 경험을 발견할 수 있다.
- 해리장애면담도구(Dissociative Disorders Interview Schedule, DDIS)는 해리 장애뿐 아니라 신체화 장애, 경계선성격장애, 주요우울장애의 DSM-IV 진단을 내리는데 사용되는 고도로 구조화된 면담이다. 조현병의 양성 증후(positive symptom), 해리성 정체 장애의 2차적 특성, 초감각적 경험(extrasensory experiences), 약물남용, 기타 해리장애에 관한 항목들에 대하여 질문한다. DDIS는 30분에서 45분 사이에 진행된다.
- 캠브리지 이인증성 장애 척도(Cambridge Depersonalization Scale, CDS)는 장애의 심각성을 결정하는 측정법이다. 임상 환경에서 장애 진단에 유용한 도구로서 입증되었으며, 또한 장애의 실제 증상과 이인감의 단편 사건을 구분하는데도 사용된다. CDS가 성과를 보이면서, 일본인 연구자들은 CDS를 J-CDS(Japanese Cambridge Depersonalization Scale)로 번역하기도 하였다. 임상시험을 통하여 일본 연구팀은 척도를 성공적으로 테스트하였고 정확도를 입증하였다. 다만 이 척도는 과거의 현재의 이인감 단편경험을 구분하지 못하는 한계를 가지고 있다. 또한 개인이 이인감 단편 사건이 지속되는 것을 묘사하기 힘들며, 이로 인해 정확도가 떨어지기도 한다. 이 프로젝트는 이인증성 장애의 과학적 조사가 진척되기를 바라는 차원에서 이뤄졌다.

## 같이 보기
- 외계인 손 증후군
- 카그라스 증후군